# タカアンドトシのどぉーだ!
タカアンドトシのどぉーだ!は、かつて北海道文化放送（UHB）で放送されていたローカルワイド番組である。なお本項では金曜深夜に放送されていたタカアンドトシの深夜でどぉーだ!についても解説する。

## 概要

### タカアンドトシのどぉーだ!
2007年4月7日から土曜日12:00 - 13:25の生放送で、2008年9月27日まで札幌ステラプレイス内にあるUHBサテライトスタジオ「えき☆スタ」から公開生放送を実施。
タカアンドトシをMCに据え吉本興業とタッグをくんで週代わりで博多華丸・大吉、ハリセンボン、ダイノジ、麒麟ら吉本興業所属芸人が出演する形とし、ニュース・エンターテインメント・ファッション情報や北海道日本ハムファイターズ等のスポーツ情報などを伝えた。また北海道ローカルという特長を生かし、札幌吉本所属の若手芸人らも不定期に出演した。
公開放送は毎回大勢の観客で混雑し通路を狭めていたため、2008年10月4日から2009年3月28日までUHB本社第1スタジオからの放送に変わった。
2007年4月の放送開始以降続いていた、85分の生放送は2009年3月28日をもって終了。4月26日から毎週日曜日12:57 - 13:55の事前収録番組『どぉーだ!Presents タカトシ牧場』へリニューアルした。

### タカアンドトシの深夜でどぉーだ!
金曜日25:35 - 26:35（土曜日1:35 - 2:35）、上記の『タカアンドトシのどぉーだ!』で放送された内容を編集し、特別版として再放送したものである。翌日のレギュラー放送内容の告知を兼ねて放送されていた。

### どぉーだ!Presents タカトシ牧場
『タカアンドトシのどぉーだ!』が2009年3月28日をもって、枠移動・番組内容を大幅に変更する形で終了。4月26日から日曜日12:57-13:55で『どぉーだ!Presents タカトシ牧場』として再スタートし、事前収録番組となった。再放送は、水曜日25:20-26:15放送。

## タカアンドトシのどぉーだ!

### 出演
レギュラー・ゲストも含め全員番組オリジナルキャラの白クマちゃんが大きくプリントされたTシャツ（12-3月はセーター）を着て出演した。
※名前の後に記載している物は、出演日、番組で着ていたTシャツ（セーター）の色。

#### メイン
- タカ（タカアンドトシ） 赤
- トシ（タカアンドトシ） 青

#### レギュラー
以下の芸人が交代で出演する。
- 博多華丸・大吉（博多華丸、博多大吉）（2007年4月7日- ） 緑
- ダイノジ（大地洋輔、大谷ノブ彦）（2007年4月28日- ） 緑（2007年12月 -2008年3月は紫）
- ハリセンボン（近藤春菜、箕輪はるか）（2007年4月14日- ） 橙
- 麒麟（田村裕、川島明） （2007年4月21日-2008年9月6日） 緑（2007年12月 - 2008年3月は橙） 2009年3月21日沖縄から生電話で登場。

アシスタント
- 遠藤麗奈 （2007年4月7日- ） 桃 放送開始当初はUHBアナウンサーとして出演していたが、2008年3月で退社し専属契約となったが、継続して出演。
- 八木隆太郎（UHBアナウンサー） （2008年10月4日- ） コーナー担当。
- どぉーだ!ガール1期生（伊藤沙菜、冨田美帆、二口菜奈枝、高橋生） （2007年10月6日-2008年9月27日） 桃 2009年3月28日約半年ぶりに生出演（二口だけVTRのみの出演）
- どぉーだ!ガール2期生（澤田雅代、大塚麻公、クリスティーナ、あべみほ） （2008年10月4日- ）
- 宮崎奈緒美 （2007年4月7日-9月29日）
- 及川夕依（2006ミス北海道ウォーカー）（2007年4月7日-9月29日）
- 大西暁子（2007ミス北海道ウォーカー サッポロチェルビーズ）（2007年10月6日-2008年9月27日）
- 阿部陵子（2008ミス北海道ウォーカー） （2008年10月4日- ）

#### 準レギュラー
- 梨元勝 （2008年10月11日- ） 黄 月1回北海道限定の芸能情報を持って登場
- 札幌吉本所属芸人（モリマン、SF革命、上海ドールなど） 不定期出演。

#### ゲスト
ゲスト（Tシャツ着用者）
名前・出演日の後に記載してある物は、ゲスト出演した際に着用していたTシャツの色。
- 三沢光晴 2007年6月2日出演 黒
- 宮﨑大輔（ハンドボール） 2007年9月6日出演 黄
- 栗城史多（道産子登山家） 2008年1月12日・11月8日他数回出演 緑
- 湯別メインストリート 黄
- 宇都宮まき（吉本新喜劇） 桃
- ペナルティ（ワッキー、ヒデ）2008年1月26日・9月13日出演 緑
- オリエンタルラジオ（中田敦彦、藤森慎吾） 2008年3月15日出演 黄（Tシャツはあったが、セーターは彼らが初めて着用） 2009年3月21日沖縄から生電話で登場。
- 里田まい（カントリー娘。） 2008年3月15日出演 桃 2009年3月21日東京から生電話で登場。
- 藤本美貴 2008年5月17日出演 桃
- 清春 2008年5月24日出演 黄
- 高橋名人 2008年5月31日出演 黄
- ライセンス（藤原一裕、井本貴史） 2008年6月14日出演 緑
- レギュラー（松本康太、西川晃啓） 2008年6月28日出演 緑
- やしきたかじん 2008年8月9日出演 黄（「たかじん胸いっぱい」との連動企画による出演）
- 遊吟 2008年8月31日出演 黄
- なだぎ武 2008年10月4日出演 緑
- ほっしゃん。 2008年11月1日出演 緑
- 岩本勉（元北海道日本ハムファイターズ） 2008年11月22日・2009年2月28日出演 黄
- 稲田直人（北海道日本ハムファイターズ） 2008年11月22日出演 黄
- 鶴岡慎也（北海道日本ハムファイターズ） 2008年11月22日出演 黄
- フルーツポンチ（村上健志、亘健太郎） 2008年11月29日出演 緑、2009年3月14日もサッポロファクトリーからの生中継でモリマンと共に登場したがこの時はTシャツ未着用。
- 井戸田潤（スピードワゴン） 2009年2月14日出演 黄

ゲスト（Tシャツ未着用者）
- 小笠原まさや（道産子占いを担当、普段は事前に占った結果だけ紹介されるが何度かゲスト出演した事がある。）
- 内藤大助 2007年11月17日出演
- 髙橋信二（北海道日本ハムファイターズ） 2007年12月1日出演
- 坪井智哉（北海道日本ハムファイターズ） 2007年12月22日出演
- レイザーラモン（HG、RG）2008年1月26日・3月29日出演
- 小島よしお 2008年2月9日出演
- 水木一郎 2008年3月22日出演 2009年3月21日東京から生電話で登場。
- 森下千里 2008年3月22日出演
- 渡辺和洋（フジテレビアナウンサー） 2008年3月22日出演
- いがらしゆみこ 2008年4月19日出演
- 丸山勝義（福井テレビアナウンサー） 2008年6月7日出演
- アントニオ猪木 2008年6月21日出演
- 大西ライオン 2008年6月21日出演
- オクラホマ（河野真也、藤尾仁志） 2008年8月9日出演
- 世界のナベアツ 2008年10月18日出演
- Perfume 2008年11月29日出演
- DJ KAORI 2008年12月6日出演
- 長谷川潤 2009年1月24日出演
- さくらまや（小学生演歌歌手） 2009年1月31日出演
- ザ・パンチ（パンチ浜崎、ノーパンチ松尾） 2009年3月7日出演
- NON STYLE（石田明、井上裕介） 2009年3月14日出演

#### その他
- とんねるず - 当番組の出演は無いが、生放送中のスタジオに潜入し、タカに色々なドッキリを仕掛けた。この模様が後日、『とんねるずのみなさんのおかげでした』（フジテレビ）で全国放送された。
- 山崎邦正 - 2008年5月24日に、東京から電話で生出演。

### タイムテーブル
以下のタイムテーブルは全て2009年3月28日まで放送されていた生放送『タカアンドトシのどぉーだ!』時代のものである。
12：00 放送開始オープニング
以前は、タカアンドトシがえき☆スタから出て、通路前にいる観客に向けてオープニングトークを繰り広げたが、2008年10月4日よりUHB本社前からフリートークを行い、ゲストがいる場合はゲストも交えてトークする。タイトルコール後、VTRでその日の放送内容をダイジェストで紹介。その間に2人はスタジオへ移動する。オープニングやCM前で流れる音楽はMCハマー。
12：04頃 1週間NEWSでどぉーだ!MAX
今週のレギュラーなどを紹介した後、1週間の気になるニュースをVTRにて紹介する他、気になる話題の追跡取材も敢行。週によって特集を先にやる場合もあり。
12：10頃 今日の特集
タイトル通り週替りで様々な企画を放送。企画の最後には必ず「…でどぉーだ!」と付いている。
12：40頃 今日のお昼ごはん
2008年10月4日スタート。北海道内の飲食店の店主がスタジオにやって来て生で調理し、タカアンドトシたちに昼食を振舞う企画。また11月1日よりうんちくクイズがスタート（AかBで答える2択問題）。クイズの正解数が少ないメンバーはミニサイズのお昼ごはんとなる。12月6日放送では日本一早い歌合戦で勝利したチームのみが食べられる。12月13日放送分以降ではタカアンドトシ、週替わりレギュラーのお笑いコンビ、ゲストの5人で競う方法となり、最下位だった人（2人以上いる場合はジャンケンで一番負けた人）は昼食が没収となる新ルールができた。2009年3月21日放送の100回記念SPでは、うんちくクイズをやらずに全員が食べられる。
- 12月13日以降で最下位になって、ジャンケンの勝者は没収されない。

12：50頃 タカのグチ日記
タカ（鈴木崇大）が1週間の愚痴を日記にする。ほとんどコーナーの始まりにはタカが「ベストヒットたかみー」（『新堂本兄弟』の1コーナー）とボケ、トシ（三浦敏和）がツッコむ流れになっている。
12：55頃 どぉーだふるステラ
えき☆スタ発土曜版から継続。どぉーだ!ガール2期生が週替りで2人登場し、札幌ステラプレイスの店をスタジオで事前に収録したVTRを流しながら紹介する。また、店員に関するクイズも出される。
13：00頃 芸人ガイド!歩いてどぉーだ!
隔週刊誌北海道ウォーカーと提携し、ミス北海道ウォーカーと週替りでタカアンドトシ以外のどぉーだ!ファミリーのメンバーと札幌吉本の上海ドールが北海道の観光名所をガイドしていく。また2008年10月4日からは毎回1軒の店で半額にしてくれるメニューを発表。その制限人数を店主がカードで選び最低5人、最高30人まで半額になるというルールが導入された。
13：10頃 どぉーだ!100泉
2008年10月11日スタート。温泉ジャーナリストとスタッフらがプロジェクトチームを結成。毎回札幌をはじめ、北海道内の名湯や秘湯を紹介。10月18日の第2回、10月25日の第3回、2009年1月31日、2月7日はタカアンドトシ自らロケに参加した。
2009年1月24日と2月14日の放送では、時間の都合により放送中止で翌週に持ち越し。
13：20頃 小笠原まさやの道産子占い
小笠原まさやによる星座占いコーナー。通常は写真のみの出演だが、度々スタジオに生出演したこともある。
13：20頃 耳寄り情報
色々な商品やイベントを紹介するパブリシティコーナー。
13：23頃 エンディング、ひとこと漫才
その名の通り、タカアンドトシがプレゼントコーナーのキーワード発表を兼ねて10秒間漫才をする。プレゼントは番組当初から2009年1月10日まで、タカアンドトシのサイン入りシロクマTシャツ（一時期、タカアンドトシがCM出演しているビールの1ケースだったこともあった）、2009年1月17日からは、番組オリジナルグッズとなった。2008年10月11日放送ではトシが遅刻したため（詳しくは後述）、タカが1人で行った。

### 過去にあった企画
期間限定 突ゲキ指導員出動ぉーだ!
遠藤麗奈アナが北海道日本ハムファイターズの選手に突撃し生活指導する。札幌ドームで試合がある場合は生中継される事もある。シーズンオフは休止、また週によって放送されない日がある。
どぉーだ!ケイタイ写真部 撮ってーの!写ベリーの!
2008年4月13日スタート。どぉーだ!ファミリーが撮影した写メを公開。9月27日で終了。コーナータイトルの消滅以後も、「今日のお昼ごはん」を賭けた勝負後、その昼食を食べながらゲストが撮ってきた写メを紹介する企画へと変更した。

### エンディングテーマ曲
- Foxxi misQ「Luxury ride feat.ZEEBRA」（2007年4月 - 2008年4月6日）
- 湯別メインストリート「君と出会って」（2008年4月13日 - 9月26日）

## 番組史
- 2007年4月7日 - 『タカアンドトシのどぉーだ!』放送開始。
- 2007年10月6日 - 特別番組『どぉーだ!秋の改編スペシャル』放送。
- 2007年12月29日 - 特別番組『大忘年会でどぉーだ!』放送。
- 2008年6月7日 - 特別番組『踊る!魅せる!YOSAKOIスペシャルでどぉーだ! 』放送。
- 2008年9月27日 - 札幌ステラプレイス内にあるUHBサテライトスタジオ「えき☆スタ」から公開生放送。
- 2008年10月4日 - 特別番組『どぉーだ!秋の改編スペシャル』放送。UHB北海道文化放送本社第1スタジオからの生放送に変更。
- 2008年12月27日 - 特別番組『大忘年会でどぉーだ!』放送。
- 2009年3月28日 - 『タカアンドトシのどぉーだ!』放送終了。
- 2009年4月26日 - 『どぉーだ！Presents タカトシ牧場』放送開始。
- 2009年9月12日 - 『タカトシ牧場感謝祭』を開催。（放送日：2009年9月20・27日）
- 2011年4月22日 - 『どぉーだ！Presents タカトシ牧場』が『タカトシ牧場＋』にリニューアル、『どぉーだ!』のシリーズ名が消滅。
- 2023年3月19日 -  JRタワー開業20周年記念として復活特番『タカアンドトシのどぉーだ!復活SP』を放送。

## 特別番組

### どぉーだ!秋の改編スペシャル

#### 2007年
2007年10月6日放送。UHB本社駐車場の特設ステージからの公開生放送。放送時間も30分延長され、13:55までの2時間放送された。主な内容は以下の通りである。
- メインのタカアンドトシ、アシスタントの遠藤麗奈アナウンサー、月1レギュラーのハリセンボンに加え、上海ドールら札幌吉本の若手お笑いコンビや札幌を拠点に活動している男性グループのBLuckも出演。
- ハリセンボンがドラマ『暴れん坊ママ』の撮影現場に取材で訪れ、出演者の大泉洋（TEAM NACS）に「この番組はご覧になった事がありますか」と聞くと、大泉は「俺、いつも『スキップ』（HTB）観てるもん。ウチ（同じ事務所）の北川久仁子が出てるから。」と暴言を吐いた。また監督に出演をお願いし、近藤春菜だけ大泉の友人役で、第1話に番組オリジナルTシャツを着たまま出演することが成功した。
- 本番中タカがトイレへ行くハプニングが発生した。
- 番組の1コーナー「芸人ガイド!歩いてどぉーだ!」の新アシスタントとなる、2007ミス北海道ウォーカー1名と番組のアシスタントであるどぉーだ!ガール4名を決めるオーディションを事前に開催し、厳選なる選考を経て、最終審査には候補者達に内緒でタカアンドトシが登場し、一緒に審査。2007ミス北海道ウォーカーに輝いた大西暁子とどぉーだガール1期生4名が決定し、この日初お披露目となった。
- 番組の終盤にはハリセンボンがコントを、タカアンドトシが漫才を披露した。

#### 2008年
2008年10月4日サブタイトル名「リニューアルで気分も一新!チョしてチョしてチョしまくろう大作戦!」で放送。この回から「えき☆スタ」では無く、UHB本社のスタジオから生放送。2007年同様30分延長され、13:55までの2時間放送。出演はタカアンドトシ、遠藤麗奈、博多華丸・大吉に加え、ゲストになだぎ武が登場した。
- 新アシスタントとして、八木隆太郎アナウンサーが初登場。
- 有名料理店のシェフが腕を奮う新コーナー「今日のひるごはん」がスタート。
- タカアンドトシがレギュラー出演している『ペケ×ポン』（フジテレビ）の楽屋に潜入、共演している柳原可奈子が一緒にVTR出演した。
- 新ドラマ『風のガーデン』の撮影現場に潜入し、黒木メイサ・神木隆之介がVTR出演。
- 前週9月27日放送で卒業した2007ミス北海道ウォーカーの大西暁子、どぉーだ!ガール1期生に代り終盤に覆面を被って登場した2008ミス北海道ウォーカーの阿部陵子とどぉーだ!ガール2期生4名が初披露された。最終審査には前年同様候補者達に内緒でタカアンドトシが登場し、一緒に審査。どぉーだ!ガールは早速「どぉーだ!ふるステラ」の生中継レポートを敢行した。
- どぉーだ!ガール2期生澤田雅代が東京・フジテレビ湾岸スタジオで収録されていた新月9ドラマ『イノセント・ラヴ』の撮影現場へ潜入。主演の堀北真希に単独インタビューを敢行した。
- 9月6日放送で卒業した麒麟に代わる新どぉーだファミリーを獲得すべく、東京のルミネtheよしもとへスタッフが出張し、ハイキングウォーキング、ブラックマヨネーズ、オリエンタルラジオ、しずる、トータルテンボスがVTR出演。スタッフから出題される北海道クイズを出題し、正解できたら即レギュラー決定というルールで行った。トータルテンボス大村朋宏が「UHBの正式名称は?」という問題に「北海道文化放送株式会社」と答え、あっさりレギュラーに決まり、同年10月25日に初登場することを発表した。
- 番組の終盤にはゲストのなだぎ武がコントを、博多華丸・大吉とタカアンドトシが漫才を披露した。

### 大忘年会でどぉーだ!

#### 2007年
2007年12月29日放送。「ほぼ全員集合大忘年会でどぉーだ!」と題し、通常は生放送だが、初めて事前に収録されたものが放送。いつも月1回しか登場しないレギュラーゲストがタイトル通りほぼ全員集合。ただし麒麟の川島明だけ仕事のため欠席。代理として小笠原まさやが参加した。また未公開シーンを含めた特別編が2008年1月12日放送された。

#### 2008年
2008年12月27日放送。「今年は全員集合大忘年会でどぉーだ!'08」と題し、前年同様事前に収録されたものが放送された。この時も月1回しか登場しないレギュラーゲストが全員集合。前年同様、道産子占いの小笠原まさやも参加。この回は12月6日の生放送終了後に収録され、これに伴い12月6日の放送はレギュラーの生放送では初めて、どぉーだ!ファミリー全員集合となった。ちなみに、今年の大忘年会では欠席だと思っていたタカアンドトシのタカも出席している。未公開シーンは2009年1月10日放送。

### 踊る!魅せる!YOSAKOIスペシャルでどぉーだ!
2008年6月7日放送。第17回YOSAKOIソーラン祭りの新琴似会場（札幌市北区）から生放送。放送時間は60分延長され14:25までの2時間30分放送された。さらに北海道文化放送のみならず福井テレビでも同時ネット放送された。
- YOSAKOIソーラン祭り新琴似会場の特設ステージからタカアンドトシ・博多華丸・大吉・遠藤麗奈アナウンサーが進行。
- モリマンのホルスタインモリ夫が札幌市内全18会場をヘリで移動中継を行い、この日だけのスペシャルプレゼントとして1枚限定サイン入りハッピのキーワード探しなどを行った。
- サッポロファクトリー会場から2007ミス北海道ウォーカーの大西暁子とUHBの宇野章午アナウンサーが中継を担当。
- どぉーだ!ファミリーのダイノジ、B☆Luck、どぉーだ!ガール、札幌吉本所属の芸人（モリマンの種馬マンや上海ドール）らが「TEAMどぉーだ!サッポロビール」を結成し参加。生放送中に新琴似会場で演舞を披露。
- 福井県から「福井県合同チーム2008」が参加。ダイノジがチーム紹介し、チーム応援のために来ていた福井テレビの丸山勝義アナウンサーも出演した。番組開始後初の道外（福井テレビ）での同時生放送となった。
- YOSAKOIソーラン祭り中継のほか、通常コーナー「どぉーだ!ふるステラ」「芸人ガイド歩いてどぉーだ!」「ひとこと漫才」も通常通り放送された。

### 復活SP
2023年3月19日 12:00 - 13:00放送。JRタワー開業20周年を記念しての復活放送。「～JRタワー20周年ついでにUHBも50周年!～」のサブタイトルとした。
- ゲストにかつて当番組のレポーターを務めていたトータルテンボスをはじめ、村重杏奈、怪奇!YesどんぐりRPG[2]、進行役に千須和侑里子・八木隆太郎アナウンサーが出演。JRタワースクエアカード会員を対象に2月後半のキャンペーン期間中一度に5,000円以上購入した会員の中から抽選で100名を観覧客として招待し[3]、札幌エスタ内プラニスホールにて公開生放送を行い、JRタワー1階コンコースなどからの中継も挟まれた。
- 事前番組として「トータルテンボスのいたずらでどぉーだ!」を2月28日 - 3月14日の火曜21:54 - 22:00枠にて放送、トータルテンボスが札幌ステラプレイス内の店舗を訪れ大村が藤田に対してプチドッキリを仕掛けつつ店舗紹介を行う内容とした。

## 遅刻による欠席
- 2008年6月14日、麒麟の田村裕が寝坊により飛行機に乗り遅れ間に合わず欠席。この日は朝発生した平成20年岩手・宮城内陸地震に関するFNN報道特別番組放送のため、12時58分に番組がスタート。ゲストにライセンスが登場。内容も短縮され、「NEWSでどぉーだ!」「今日の特集」「突ゲキ指導員出動ぉーだ!」「タカのグチ日記」は休止。「芸人ガイド歩いてどぉーだ!」以降通常13時25分までだが、13時30分まで放送された。ちなみにこの日の放送終了後、札幌の円山動物園でタカアンドトシ・麒麟がロケを行い、田村はその場で改めて謝罪した。この模様は7月12日に放送。麒麟は9月6日放送で卒業したため、10月25日放送にトータルテンボスが新レギュラーとなった。
- 2008年10月11日、メインMCであるタカアンドトシのトシが麒麟の田村同様間に合わず欠席。レギュラーのダイノジとゲストの梨元勝が登場。途中新千歳空港から移動中の車内から電話で謝罪していた。番組最後のひとこと漫才もタカ1人で行った。しかし、この時タカは「トシがいなくてもMCは1人でできる」というようなことを言っていたが、大地にコーナー名を言って貰ったりなど、MCはほとんどできておらずグダグダだった。放送終了5分後の13時28分にはトシが到着した。翌週10月18日の冒頭でトシ自ら謝罪した。

## その他
- 札幌吉本所属のお笑いコンビが不定期に登場するが、笑ハンティングのみ一度も出演したことがない。
- 『いきなり!黄金伝説。』（テレビ朝日）での、濱口優（よゐこ）の2泊3日0円無人島生活に、タカトシが2日目からの合流で参加した。この時、濱口が無人島に到着した頃、タカトシは仕事をしていたとしてこの番組が他局のテレビ朝日系で紹介された。
- 『とんねるずのみなさんのおかげでした』でモジモジ君対決をする前に、とんねるずがタカトシに内緒でスタジオに侵入し、ミニドッキリとして2007年7月21日の生放送中にタカの座っていた椅子にスイッチを押すと電流が流れるイタズラをした（しかし、このドッキリはタカアンドトシと麒麟だけが知らなかったようで、スタッフや遠藤は知らされていたようである）。放送終了後とんねるずが登場した。同年8月2日の『みなさんのおかげでした』でこの様子が全国で放送され、初めてフジテレビ系で当番組が紹介された。
- 『ランキンの楽園』（毎日放送）でタカアンドトシに1週間密着し、仕事の中でトシがタカに突っ込んだ中で1番多かったものは何か本人達に内緒で調査し、最後に調査されたのが当番組だった。
- 内藤大助がゲスト出演した際は、コーナーを短縮するなど番組後半に内藤が到着するよう対処したが、放送終了数分前にギリギリ到着し、番組最後の「ひとこと漫才」に一緒に参加した。
- 2008年8月9日は、本来どぉーだ!ファミリーとして麒麟が出演する週だったが、同日札幌で単独ライブが開催され、その準備のために出演できず、代理としてハリセンボンが登場した。なお、この日に飛び入りゲスト出演したやしきたかじんの出演場面が関西テレビの『たかじん胸いっぱい』（関西地区2008年10月4日放送分。この回は総集編として放送されていた）で放送されたため、関西地区や同時ネットされていた岡山・香川地区をはじめ、時差ネットされた各地でも当番組の映像が放送された。番組では、えき☆すた内で『胸いっぱい』名物のボードが登場し、たかじんが指し棒を壊しながら読み上げるという、2番組のコラボレーション企画も行われた。
- 2008年12月13日の放送ではタカが、オープニングから松葉杖を突きながら登場、エンディングまでほとんど座りながら出演した（詳細はタカを参照）。
- 2009年1月10日の放送では、オープニングからタカが「ポリープ手術後 声出せません」というマスクを付けて出演。会話をする時は全てホワイトボードに書いてトシに読んでもらっていたが、そこに書いたことは大概ボケであり、ツッコまれることが多かった。ちなみに最後の「ひとこと漫才」のコーナーでも、ボケの言葉を予めホワイトボードに書いており、このコーナーは問題なく進行できた（このことも上記と同じく、タカの欄を参照）。
- 2009年1月17日放送では、高視聴率ゲットのためにタカが「視聴率UPの為 声を出しません」のマスクを付けて出演した。
- 2009年1月10日、17日、24日の放送では、視聴率が10%を超えた（オープニングトークにて）。
- 2009年1月24日放送では、タカがメガネをかけて出演した。
- 2009年2月21日放送は、発達していた低気圧の影響で北海道は大荒れとなって飛行機が300便以上欠航となってしまった。この時、タカアンドトシ、トータルテンボス、梨元勝は札幌のUHB本社スタジオに来ることができず、急遽UHB東京支社から生中継で出演する形となった。代わりにスタジオには、札幌吉本所属のモリマンが代役を務め、加我正源も出演した。
- 関西テレビのタカトシラベにもハリセンボンが出演している。